# Aeroportul Trabzon
Aeroportul Trabzon (IATA: TZX, ICAO: LTCG) este un aeroport din Ortahisar⁠(d), Provincia Trabzon, Turcia ce deservește zona Trabzon. Aeroportul a fost tranzitat în 2022 de 3.174.800 de pasageri. A fost deschis în 1957 și numit după zona deservită.
Situat la o altitudine de 32 m, aeroportul dispune de 1 pistă.

## Infrastructură

### Piste
Eroare Lua în Modul:Runway la linia 26: attempt to concatenate local 'surface' (a nil value)